# نی پدان
نی پدان، روستایی در دهستان کارواندر بخش مرکزی شهرستان خاش در استان سیستان و بلوچستان ایران است.

## جمعیت
بر پایه سرشماری عمومی نفوس و مسکن در سال ۱۳۹۵، جمعیت این روستا برابر با ۲۶۳ نفر (۷۴ خانوار) بوده است.